# Жевер, Эрне
Эрне Жюль Анри Жан Мари Жевер (фр. Ernest Jules Henri Jean Marie Gevers, 28 августа 1891 — 1965) — бельгийский фехтовальщик, призёр Олимпийских игр.
Родился в 1891 году в Антверпене. В 1920 году завоевал серебряную медаль в командном первенстве на шпагах на Олимпийских играх в Антверпене, а в личном зачёте стал 4-м. В 1924 году принял участие в Олимпийских играх в Париже, где вновь завоевал серебряную медаль в командном первенстве на шпагах, а в личном зачёте стал 12-м.